# Inga leptantha
Inga leptantha é uma espécie vegetal da família Fabaceae.
Apenas pode ser encontrada no Brasil.[carece de fontes?]